# Collegio elettorale di Ortona (Camera dei deputati)
Il collegio di Ortona fu un collegio elettorale uninominale della Repubblica Italiana per l'elezione della Camera dei deputati. Apparteneva alla circoscrizione Abruzzo e fu utilizzato per eleggere un deputato nella XII, XIII e XIV legislatura.
Venne istituito nel 1993 con la cosiddetta Legge Mattarella (Legge n. 277, Nuove norme per l'elezione della Camera dei deputati), attuata in seguito al referendum abrogativo del 1993. La legge istituì per la Camera dei deputati e per il Senato della Repubblica un sistema di elezione misto, in parte maggioritario e in parte proporzionale. Il 75% dei parlamentari dell'assemblea veniva eletto in collegi uninominali tramite sistema maggioritario a turno unico; il restante 25% alla Camera veniva eletto tramite sistema proporzionale con liste bloccate.
Il collegio venne abolito insieme a tutti gli altri che costituivano la Camera con la promulgazione della legge elettorale successiva, la cosiddetta Legge Calderoli. Questa prevedeva un sistema proporzionale con premio di maggioranza, che alla Camera veniva attribuito a livello nazionale.

## Territorio
Il collegio di Ortona era uno degli 11 collegi uninominali in cui era suddiviso l'Abruzzo e, come previsto dal D.Lgs. del 20 dicembre 1993 n. 536, era compreso nelle province di Chieti e di Pescara e comprendeva i seguenti comuni: Alanno, Ari, Arielli, Canosa Sannita, Casacanditella, Casalincontrada, Catignano, Cepagatti, Crecchio, Fara Filiorum Petri, Filetto, Guardiagrele, Lettomanoppello, Manoppello, Moscufo, Nocciano, Orsogna, Ortona, Pianella, Poggiofiorito, Pretoro, Rapino, Roccamontepiano, Rosciano, San Martino sulla Marrucina, Scafa, Serramonacesca, Tollo, Turrivalignani e Vacri.

## Eletti
| Elezione | Elezione | Deputato           | Partito            |
| -------- | -------- | ------------------ | ------------------ |
|          | 1994     | Franco Corleone    | Progressisti (FdV) |
|          | 1996     | Franco Corleone    | L'Ulivo (FdV)      |
|          | 2001     | Giuseppe Albertini | L'Ulivo (SDI)      |

## Dati elettorali

### XII legislatura

#### Risultati proporzionale
| Coalizioni        | Coalizioni            | Liste                                 | Liste                              | Voti   | %     |
| ----------------- | --------------------- | ------------------------------------- | ---------------------------------- | ------ | ----- |
|                   | Progressisti          |                                       | Partito Democratico della Sinistra | 14.341 | 20,32 |
|                   | Progressisti          | Rifondazione Comunista                | 5.676                              | 8,04   |       |
|                   | Progressisti          | Partito Socialista Italiano           | 2.520                              | 3,57   |       |
|                   | Progressisti          | Federazione dei Verdi                 | 1.929                              | 2,73   |       |
|                   | Progressisti          | Movimento per la Democrazia - La Rete | 1.079                              | 1,53   |       |
| Totale coalizione | Totale coalizione     | 25.545                                | 36,19                              |        |       |
|                   | Alleanza Nazionale    | Alleanza Nazionale                    | Alleanza Nazionale                 | 14.044 | 19,90 |
|                   | Forza Italia          | Forza Italia                          | Forza Italia                       | 13.049 | 18,49 |
|                   | Patto per l'Italia    |                                       | Partito Popolare Italiano          | 12.008 | 17,01 |
|                   | Lista Pannella        | Lista Pannella                        | Lista Pannella                     | 5.189  | 7,35  |
|                   | Socialdemocrazia      | Socialdemocrazia                      | Socialdemocrazia                   | 422    | 0,60  |
|                   | Alleanza Municipalità | Alleanza Municipalità                 | Alleanza Municipalità              | 331    | 0,47  |
| Totale            | Totale                | Totale                                | Totale                             | 70.588 |       |

#### Risultati uninominale
|                               | Francesco Corleone ✔️ Eletto     | Progressisti         | 23 350 | 33,22 |  |  |  |  |  |
|                               | Gianfrancesco Puletti            | Alleanza Nazionale   | 16 508 | 23,49 |  |  |  |  |  |
|                               | Marcello Balucani                | FI - CCD - UDC       | 15 159 | 21,57 |  |  |  |  |  |
|                               | Giovanni Stefano Garzia Palmerio | Patto per l'Italia   | 12 797 | 18,21 |  |  |  |  |  |
|                               | Remo Di Martino                  | Insieme per Cambiare | 2 465  | 3,51  |  |  |  |  |  |
| Totale                        | Totale                           | Totale               | 70 279 | 100   |  |  |  |  |  |
|                               |                                  |                      |        |       |  |  |  |  |  |
| Fonte: Ministero dell'interno |                                  |                      |        |       |  |  |  |  |  |

### XIII legislatura

#### Risultati proporzionale
| Coalizioni        | Coalizioni                         | Liste                                     | Liste                              | Voti   | %     |
| ----------------- | ---------------------------------- | ----------------------------------------- | ---------------------------------- | ------ | ----- |
|                   | Polo per le Libertà                |                                           | Alleanza Nazionale                 | 12.868 | 18,75 |
|                   | Polo per le Libertà                | Forza Italia                              | 12.805                             | 18,66  |       |
|                   | Polo per le Libertà                | CCD-CDU                                   | 5.921                              | 8,63   |       |
| Totale coalizione | Totale coalizione                  | 31.594                                    | 46,04                              |        |       |
|                   | L'Ulivo                            |                                           | Partito Democratico della Sinistra | 13.703 | 19,96 |
|                   | L'Ulivo                            | Popolari per Prodi (PPI-SVP-PRI-UD-Prodi) | 6.051                              | 8,82   |       |
|                   | L'Ulivo                            | Rinnovamento Italiano                     | 3.105                              | 4,52   |       |
|                   | L'Ulivo                            | Federazione dei Verdi                     | 1.975                              | 2,88   |       |
| Totale coalizione | Totale coalizione                  | 24.834                                    | 36,18                              |        |       |
|                   | Progressisti                       |                                           | Rifondazione Comunista             | 9.182  | 13,38 |
|                   | Lista Pannella - Sgarbi            | Lista Pannella - Sgarbi                   | Lista Pannella - Sgarbi            | 1.780  | 2,59  |
|                   | Movimento Sociale Fiamma Tricolore | Movimento Sociale Fiamma Tricolore        | Movimento Sociale Fiamma Tricolore | 1.247  | 1,82  |
| Totale            | Totale                             | Totale                                    | Totale                             | 68.637 |       |

#### Risultati uninominale
|                               | Francesco Corleone ✔️ Eletto | L'Ulivo             | 36 426 | 54,34 |  |  |  |  |  |
|                               | Ricardo Chiavaroli           | Polo per le Libertà | 30 602 | 45,66 |  |  |  |  |  |
| Totale                        | Totale                       | Totale              | 67 028 | 100   |  |  |  |  |  |
|                               |                              |                     |        |       |  |  |  |  |  |
| Fonte: Ministero dell'interno |                              |                     |        |       |  |  |  |  |  |

### XIV legislatura

#### Risultati proporzionale
| Coalizioni        | Coalizioni              | Liste                                 | Liste                   | Voti   | %     |
| ----------------- | ----------------------- | ------------------------------------- | ----------------------- | ------ | ----- |
|                   | Casa delle Libertà      |                                       | Forza Italia            | 19.844 | 28,89 |
|                   | Casa delle Libertà      | Alleanza Nazionale                    | 9.132                   | 13,29  |       |
|                   | Casa delle Libertà      | CCD-CDU                               | 3.082                   | 4,49   |       |
|                   | Casa delle Libertà      | Nuovo PSI                             | 812                     | 1,18   |       |
| Totale coalizione | Totale coalizione       | 32.870                                | 47,85                   |        |       |
|                   | L'Ulivo                 |                                       | Democratici di Sinistra | 11.559 | 16,83 |
|                   | L'Ulivo                 | La Margherita (Dem - PPI - RI- UDEUR) | 8.620                   | 12,55  |       |
|                   | L'Ulivo                 | Comunisti Italiani                    | 1.741                   | 2,53   |       |
|                   | L'Ulivo                 | Il Girasole (FdV - SDI)               | 1.463                   | 2,13   |       |
| Totale coalizione | Totale coalizione       | 23.383                                | 34,04                   |        |       |
|                   | Lista Di Pietro         | Lista Di Pietro                       | Lista Di Pietro         | 4.848  | 7,06  |
|                   | Rifondazione Comunista  | Rifondazione Comunista                | Rifondazione Comunista  | 4.143  | 6,03  |
|                   | Lista Pannella - Bonino | Lista Pannella - Bonino               | Lista Pannella - Bonino | 1.206  | 1,76  |
|                   | Democrazia Europea      | Democrazia Europea                    | Democrazia Europea      | 1.169  | 1,70  |
|                   | Fronte Nazionale        | Fronte Nazionale                      | Fronte Nazionale        | 897    | 1,31  |
|                   | Paese Nuovo             | Paese Nuovo                           | Paese Nuovo             | 100    | 0,15  |
|                   | Abolizione scorporo     | Abolizione scorporo                   | Abolizione scorporo     | 82     | 0,12  |
| Totale            | Totale                  | Totale                                | Totale                  | 68.698 |       |

#### Risultati uninominale
|                               | Giuseppe Albertini ✔️ Eletto | L'Ulivo            | 32 526 | 47,12 |  |  |  |  |  |
|                               | Aldo Canosa                  | Casa delle Libertà | 30 092 | 43,59 |  |  |  |  |  |
|                               | Villiam De Palma             | Lista Di Pietro    | 4 310  | 6,24  |  |  |  |  |  |
|                               | Francesco Giuseppe Granata   | Democrazia Europea | 2 103  | 3,05  |  |  |  |  |  |
| Totale                        | Totale                       | Totale             | 69 031 | 100   |  |  |  |  |  |
|                               |                              |                    |        |       |  |  |  |  |  |
| Fonte: Ministero dell'interno |                              |                    |        |       |  |  |  |  |  |